# Grzegorz Gajewski (szachista)
|   | a | b | c | d | e | f | g | h |   |
| 8 | a8 – Czarna wieża · c8 – Czarny goniec · d8 – Czarny hetman · f8 – Czarna wieża · g8 – Czarny król · c7 – Czarny pionek · e7 – Czarny goniec · f7 – Czarny pionek · g7 – Czarny pionek · h7 – Czarny pionek · a6 – Czarny pionek · f6 – Czarny skoczek · a5 – Czarny skoczek · b5 – Czarny pionek · d5 – Czarny pionek · e5 – Czarny pionek · e4 – Biały pionek · c3 – Biały pionek · f3 – Biały skoczek · h3 – Biały pionek · a2 – Biały pionek · b2 – Biały pionek · c2 – Biały goniec · d2 – Biały pionek · f2 – Biały pionek · g2 – Biały pionek · a1 – Biała wieża · b1 – Biały skoczek · c1 – Biały goniec · d1 – Biały hetman · e1 – Biała wieża · g1 – Biały król | a8 – Czarna wieża · c8 – Czarny goniec · d8 – Czarny hetman · f8 – Czarna wieża · g8 – Czarny król · c7 – Czarny pionek · e7 – Czarny goniec · f7 – Czarny pionek · g7 – Czarny pionek · h7 – Czarny pionek · a6 – Czarny pionek · f6 – Czarny skoczek · a5 – Czarny skoczek · b5 – Czarny pionek · d5 – Czarny pionek · e5 – Czarny pionek · e4 – Biały pionek · c3 – Biały pionek · f3 – Biały skoczek · h3 – Biały pionek · a2 – Biały pionek · b2 – Biały pionek · c2 – Biały goniec · d2 – Biały pionek · f2 – Biały pionek · g2 – Biały pionek · a1 – Biała wieża · b1 – Biały skoczek · c1 – Biały goniec · d1 – Biały hetman · e1 – Biała wieża · g1 – Biały król | a8 – Czarna wieża · c8 – Czarny goniec · d8 – Czarny hetman · f8 – Czarna wieża · g8 – Czarny król · c7 – Czarny pionek · e7 – Czarny goniec · f7 – Czarny pionek · g7 – Czarny pionek · h7 – Czarny pionek · a6 – Czarny pionek · f6 – Czarny skoczek · a5 – Czarny skoczek · b5 – Czarny pionek · d5 – Czarny pionek · e5 – Czarny pionek · e4 – Biały pionek · c3 – Biały pionek · f3 – Biały skoczek · h3 – Biały pionek · a2 – Biały pionek · b2 – Biały pionek · c2 – Biały goniec · d2 – Biały pionek · f2 – Biały pionek · g2 – Biały pionek · a1 – Biała wieża · b1 – Biały skoczek · c1 – Biały goniec · d1 – Biały hetman · e1 – Biała wieża · g1 – Biały król | a8 – Czarna wieża · c8 – Czarny goniec · d8 – Czarny hetman · f8 – Czarna wieża · g8 – Czarny król · c7 – Czarny pionek · e7 – Czarny goniec · f7 – Czarny pionek · g7 – Czarny pionek · h7 – Czarny pionek · a6 – Czarny pionek · f6 – Czarny skoczek · a5 – Czarny skoczek · b5 – Czarny pionek · d5 – Czarny pionek · e5 – Czarny pionek · e4 – Biały pionek · c3 – Biały pionek · f3 – Biały skoczek · h3 – Biały pionek · a2 – Biały pionek · b2 – Biały pionek · c2 – Biały goniec · d2 – Biały pionek · f2 – Biały pionek · g2 – Biały pionek · a1 – Biała wieża · b1 – Biały skoczek · c1 – Biały goniec · d1 – Biały hetman · e1 – Biała wieża · g1 – Biały król | a8 – Czarna wieża · c8 – Czarny goniec · d8 – Czarny hetman · f8 – Czarna wieża · g8 – Czarny król · c7 – Czarny pionek · e7 – Czarny goniec · f7 – Czarny pionek · g7 – Czarny pionek · h7 – Czarny pionek · a6 – Czarny pionek · f6 – Czarny skoczek · a5 – Czarny skoczek · b5 – Czarny pionek · d5 – Czarny pionek · e5 – Czarny pionek · e4 – Biały pionek · c3 – Biały pionek · f3 – Biały skoczek · h3 – Biały pionek · a2 – Biały pionek · b2 – Biały pionek · c2 – Biały goniec · d2 – Biały pionek · f2 – Biały pionek · g2 – Biały pionek · a1 – Biała wieża · b1 – Biały skoczek · c1 – Biały goniec · d1 – Biały hetman · e1 – Biała wieża · g1 – Biały król | a8 – Czarna wieża · c8 – Czarny goniec · d8 – Czarny hetman · f8 – Czarna wieża · g8 – Czarny król · c7 – Czarny pionek · e7 – Czarny goniec · f7 – Czarny pionek · g7 – Czarny pionek · h7 – Czarny pionek · a6 – Czarny pionek · f6 – Czarny skoczek · a5 – Czarny skoczek · b5 – Czarny pionek · d5 – Czarny pionek · e5 – Czarny pionek · e4 – Biały pionek · c3 – Biały pionek · f3 – Biały skoczek · h3 – Biały pionek · a2 – Biały pionek · b2 – Biały pionek · c2 – Biały goniec · d2 – Biały pionek · f2 – Biały pionek · g2 – Biały pionek · a1 – Biała wieża · b1 – Biały skoczek · c1 – Biały goniec · d1 – Biały hetman · e1 – Biała wieża · g1 – Biały król | a8 – Czarna wieża · c8 – Czarny goniec · d8 – Czarny hetman · f8 – Czarna wieża · g8 – Czarny król · c7 – Czarny pionek · e7 – Czarny goniec · f7 – Czarny pionek · g7 – Czarny pionek · h7 – Czarny pionek · a6 – Czarny pionek · f6 – Czarny skoczek · a5 – Czarny skoczek · b5 – Czarny pionek · d5 – Czarny pionek · e5 – Czarny pionek · e4 – Biały pionek · c3 – Biały pionek · f3 – Biały skoczek · h3 – Biały pionek · a2 – Biały pionek · b2 – Biały pionek · c2 – Biały goniec · d2 – Biały pionek · f2 – Biały pionek · g2 – Biały pionek · a1 – Biała wieża · b1 – Biały skoczek · c1 – Biały goniec · d1 – Biały hetman · e1 – Biała wieża · g1 – Biały król | a8 – Czarna wieża · c8 – Czarny goniec · d8 – Czarny hetman · f8 – Czarna wieża · g8 – Czarny król · c7 – Czarny pionek · e7 – Czarny goniec · f7 – Czarny pionek · g7 – Czarny pionek · h7 – Czarny pionek · a6 – Czarny pionek · f6 – Czarny skoczek · a5 – Czarny skoczek · b5 – Czarny pionek · d5 – Czarny pionek · e5 – Czarny pionek · e4 – Biały pionek · c3 – Biały pionek · f3 – Biały skoczek · h3 – Biały pionek · a2 – Biały pionek · b2 – Biały pionek · c2 – Biały goniec · d2 – Biały pionek · f2 – Biały pionek · g2 – Biały pionek · a1 – Biała wieża · b1 – Biały skoczek · c1 – Biały goniec · d1 – Biały hetman · e1 – Biała wieża · g1 – Biały król | 8 |
| 7 | a8 – Czarna wieża · c8 – Czarny goniec · d8 – Czarny hetman · f8 – Czarna wieża · g8 – Czarny król · c7 – Czarny pionek · e7 – Czarny goniec · f7 – Czarny pionek · g7 – Czarny pionek · h7 – Czarny pionek · a6 – Czarny pionek · f6 – Czarny skoczek · a5 – Czarny skoczek · b5 – Czarny pionek · d5 – Czarny pionek · e5 – Czarny pionek · e4 – Biały pionek · c3 – Biały pionek · f3 – Biały skoczek · h3 – Biały pionek · a2 – Biały pionek · b2 – Biały pionek · c2 – Biały goniec · d2 – Biały pionek · f2 – Biały pionek · g2 – Biały pionek · a1 – Biała wieża · b1 – Biały skoczek · c1 – Biały goniec · d1 – Biały hetman · e1 – Biała wieża · g1 – Biały król | a8 – Czarna wieża · c8 – Czarny goniec · d8 – Czarny hetman · f8 – Czarna wieża · g8 – Czarny król · c7 – Czarny pionek · e7 – Czarny goniec · f7 – Czarny pionek · g7 – Czarny pionek · h7 – Czarny pionek · a6 – Czarny pionek · f6 – Czarny skoczek · a5 – Czarny skoczek · b5 – Czarny pionek · d5 – Czarny pionek · e5 – Czarny pionek · e4 – Biały pionek · c3 – Biały pionek · f3 – Biały skoczek · h3 – Biały pionek · a2 – Biały pionek · b2 – Biały pionek · c2 – Biały goniec · d2 – Biały pionek · f2 – Biały pionek · g2 – Biały pionek · a1 – Biała wieża · b1 – Biały skoczek · c1 – Biały goniec · d1 – Biały hetman · e1 – Biała wieża · g1 – Biały król | a8 – Czarna wieża · c8 – Czarny goniec · d8 – Czarny hetman · f8 – Czarna wieża · g8 – Czarny król · c7 – Czarny pionek · e7 – Czarny goniec · f7 – Czarny pionek · g7 – Czarny pionek · h7 – Czarny pionek · a6 – Czarny pionek · f6 – Czarny skoczek · a5 – Czarny skoczek · b5 – Czarny pionek · d5 – Czarny pionek · e5 – Czarny pionek · e4 – Biały pionek · c3 – Biały pionek · f3 – Biały skoczek · h3 – Biały pionek · a2 – Biały pionek · b2 – Biały pionek · c2 – Biały goniec · d2 – Biały pionek · f2 – Biały pionek · g2 – Biały pionek · a1 – Biała wieża · b1 – Biały skoczek · c1 – Biały goniec · d1 – Biały hetman · e1 – Biała wieża · g1 – Biały król | a8 – Czarna wieża · c8 – Czarny goniec · d8 – Czarny hetman · f8 – Czarna wieża · g8 – Czarny król · c7 – Czarny pionek · e7 – Czarny goniec · f7 – Czarny pionek · g7 – Czarny pionek · h7 – Czarny pionek · a6 – Czarny pionek · f6 – Czarny skoczek · a5 – Czarny skoczek · b5 – Czarny pionek · d5 – Czarny pionek · e5 – Czarny pionek · e4 – Biały pionek · c3 – Biały pionek · f3 – Biały skoczek · h3 – Biały pionek · a2 – Biały pionek · b2 – Biały pionek · c2 – Biały goniec · d2 – Biały pionek · f2 – Biały pionek · g2 – Biały pionek · a1 – Biała wieża · b1 – Biały skoczek · c1 – Biały goniec · d1 – Biały hetman · e1 – Biała wieża · g1 – Biały król | a8 – Czarna wieża · c8 – Czarny goniec · d8 – Czarny hetman · f8 – Czarna wieża · g8 – Czarny król · c7 – Czarny pionek · e7 – Czarny goniec · f7 – Czarny pionek · g7 – Czarny pionek · h7 – Czarny pionek · a6 – Czarny pionek · f6 – Czarny skoczek · a5 – Czarny skoczek · b5 – Czarny pionek · d5 – Czarny pionek · e5 – Czarny pionek · e4 – Biały pionek · c3 – Biały pionek · f3 – Biały skoczek · h3 – Biały pionek · a2 – Biały pionek · b2 – Biały pionek · c2 – Biały goniec · d2 – Biały pionek · f2 – Biały pionek · g2 – Biały pionek · a1 – Biała wieża · b1 – Biały skoczek · c1 – Biały goniec · d1 – Biały hetman · e1 – Biała wieża · g1 – Biały król | a8 – Czarna wieża · c8 – Czarny goniec · d8 – Czarny hetman · f8 – Czarna wieża · g8 – Czarny król · c7 – Czarny pionek · e7 – Czarny goniec · f7 – Czarny pionek · g7 – Czarny pionek · h7 – Czarny pionek · a6 – Czarny pionek · f6 – Czarny skoczek · a5 – Czarny skoczek · b5 – Czarny pionek · d5 – Czarny pionek · e5 – Czarny pionek · e4 – Biały pionek · c3 – Biały pionek · f3 – Biały skoczek · h3 – Biały pionek · a2 – Biały pionek · b2 – Biały pionek · c2 – Biały goniec · d2 – Biały pionek · f2 – Biały pionek · g2 – Biały pionek · a1 – Biała wieża · b1 – Biały skoczek · c1 – Biały goniec · d1 – Biały hetman · e1 – Biała wieża · g1 – Biały król | a8 – Czarna wieża · c8 – Czarny goniec · d8 – Czarny hetman · f8 – Czarna wieża · g8 – Czarny król · c7 – Czarny pionek · e7 – Czarny goniec · f7 – Czarny pionek · g7 – Czarny pionek · h7 – Czarny pionek · a6 – Czarny pionek · f6 – Czarny skoczek · a5 – Czarny skoczek · b5 – Czarny pionek · d5 – Czarny pionek · e5 – Czarny pionek · e4 – Biały pionek · c3 – Biały pionek · f3 – Biały skoczek · h3 – Biały pionek · a2 – Biały pionek · b2 – Biały pionek · c2 – Biały goniec · d2 – Biały pionek · f2 – Biały pionek · g2 – Biały pionek · a1 – Biała wieża · b1 – Biały skoczek · c1 – Biały goniec · d1 – Biały hetman · e1 – Biała wieża · g1 – Biały król | a8 – Czarna wieża · c8 – Czarny goniec · d8 – Czarny hetman · f8 – Czarna wieża · g8 – Czarny król · c7 – Czarny pionek · e7 – Czarny goniec · f7 – Czarny pionek · g7 – Czarny pionek · h7 – Czarny pionek · a6 – Czarny pionek · f6 – Czarny skoczek · a5 – Czarny skoczek · b5 – Czarny pionek · d5 – Czarny pionek · e5 – Czarny pionek · e4 – Biały pionek · c3 – Biały pionek · f3 – Biały skoczek · h3 – Biały pionek · a2 – Biały pionek · b2 – Biały pionek · c2 – Biały goniec · d2 – Biały pionek · f2 – Biały pionek · g2 – Biały pionek · a1 – Biała wieża · b1 – Biały skoczek · c1 – Biały goniec · d1 – Biały hetman · e1 – Biała wieża · g1 – Biały król | 7 |
| 6 | a8 – Czarna wieża · c8 – Czarny goniec · d8 – Czarny hetman · f8 – Czarna wieża · g8 – Czarny król · c7 – Czarny pionek · e7 – Czarny goniec · f7 – Czarny pionek · g7 – Czarny pionek · h7 – Czarny pionek · a6 – Czarny pionek · f6 – Czarny skoczek · a5 – Czarny skoczek · b5 – Czarny pionek · d5 – Czarny pionek · e5 – Czarny pionek · e4 – Biały pionek · c3 – Biały pionek · f3 – Biały skoczek · h3 – Biały pionek · a2 – Biały pionek · b2 – Biały pionek · c2 – Biały goniec · d2 – Biały pionek · f2 – Biały pionek · g2 – Biały pionek · a1 – Biała wieża · b1 – Biały skoczek · c1 – Biały goniec · d1 – Biały hetman · e1 – Biała wieża · g1 – Biały król | a8 – Czarna wieża · c8 – Czarny goniec · d8 – Czarny hetman · f8 – Czarna wieża · g8 – Czarny król · c7 – Czarny pionek · e7 – Czarny goniec · f7 – Czarny pionek · g7 – Czarny pionek · h7 – Czarny pionek · a6 – Czarny pionek · f6 – Czarny skoczek · a5 – Czarny skoczek · b5 – Czarny pionek · d5 – Czarny pionek · e5 – Czarny pionek · e4 – Biały pionek · c3 – Biały pionek · f3 – Biały skoczek · h3 – Biały pionek · a2 – Biały pionek · b2 – Biały pionek · c2 – Biały goniec · d2 – Biały pionek · f2 – Biały pionek · g2 – Biały pionek · a1 – Biała wieża · b1 – Biały skoczek · c1 – Biały goniec · d1 – Biały hetman · e1 – Biała wieża · g1 – Biały król | a8 – Czarna wieża · c8 – Czarny goniec · d8 – Czarny hetman · f8 – Czarna wieża · g8 – Czarny król · c7 – Czarny pionek · e7 – Czarny goniec · f7 – Czarny pionek · g7 – Czarny pionek · h7 – Czarny pionek · a6 – Czarny pionek · f6 – Czarny skoczek · a5 – Czarny skoczek · b5 – Czarny pionek · d5 – Czarny pionek · e5 – Czarny pionek · e4 – Biały pionek · c3 – Biały pionek · f3 – Biały skoczek · h3 – Biały pionek · a2 – Biały pionek · b2 – Biały pionek · c2 – Biały goniec · d2 – Biały pionek · f2 – Biały pionek · g2 – Biały pionek · a1 – Biała wieża · b1 – Biały skoczek · c1 – Biały goniec · d1 – Biały hetman · e1 – Biała wieża · g1 – Biały król | a8 – Czarna wieża · c8 – Czarny goniec · d8 – Czarny hetman · f8 – Czarna wieża · g8 – Czarny król · c7 – Czarny pionek · e7 – Czarny goniec · f7 – Czarny pionek · g7 – Czarny pionek · h7 – Czarny pionek · a6 – Czarny pionek · f6 – Czarny skoczek · a5 – Czarny skoczek · b5 – Czarny pionek · d5 – Czarny pionek · e5 – Czarny pionek · e4 – Biały pionek · c3 – Biały pionek · f3 – Biały skoczek · h3 – Biały pionek · a2 – Biały pionek · b2 – Biały pionek · c2 – Biały goniec · d2 – Biały pionek · f2 – Biały pionek · g2 – Biały pionek · a1 – Biała wieża · b1 – Biały skoczek · c1 – Biały goniec · d1 – Biały hetman · e1 – Biała wieża · g1 – Biały król | a8 – Czarna wieża · c8 – Czarny goniec · d8 – Czarny hetman · f8 – Czarna wieża · g8 – Czarny król · c7 – Czarny pionek · e7 – Czarny goniec · f7 – Czarny pionek · g7 – Czarny pionek · h7 – Czarny pionek · a6 – Czarny pionek · f6 – Czarny skoczek · a5 – Czarny skoczek · b5 – Czarny pionek · d5 – Czarny pionek · e5 – Czarny pionek · e4 – Biały pionek · c3 – Biały pionek · f3 – Biały skoczek · h3 – Biały pionek · a2 – Biały pionek · b2 – Biały pionek · c2 – Biały goniec · d2 – Biały pionek · f2 – Biały pionek · g2 – Biały pionek · a1 – Biała wieża · b1 – Biały skoczek · c1 – Biały goniec · d1 – Biały hetman · e1 – Biała wieża · g1 – Biały król | a8 – Czarna wieża · c8 – Czarny goniec · d8 – Czarny hetman · f8 – Czarna wieża · g8 – Czarny król · c7 – Czarny pionek · e7 – Czarny goniec · f7 – Czarny pionek · g7 – Czarny pionek · h7 – Czarny pionek · a6 – Czarny pionek · f6 – Czarny skoczek · a5 – Czarny skoczek · b5 – Czarny pionek · d5 – Czarny pionek · e5 – Czarny pionek · e4 – Biały pionek · c3 – Biały pionek · f3 – Biały skoczek · h3 – Biały pionek · a2 – Biały pionek · b2 – Biały pionek · c2 – Biały goniec · d2 – Biały pionek · f2 – Biały pionek · g2 – Biały pionek · a1 – Biała wieża · b1 – Biały skoczek · c1 – Biały goniec · d1 – Biały hetman · e1 – Biała wieża · g1 – Biały król | a8 – Czarna wieża · c8 – Czarny goniec · d8 – Czarny hetman · f8 – Czarna wieża · g8 – Czarny król · c7 – Czarny pionek · e7 – Czarny goniec · f7 – Czarny pionek · g7 – Czarny pionek · h7 – Czarny pionek · a6 – Czarny pionek · f6 – Czarny skoczek · a5 – Czarny skoczek · b5 – Czarny pionek · d5 – Czarny pionek · e5 – Czarny pionek · e4 – Biały pionek · c3 – Biały pionek · f3 – Biały skoczek · h3 – Biały pionek · a2 – Biały pionek · b2 – Biały pionek · c2 – Biały goniec · d2 – Biały pionek · f2 – Biały pionek · g2 – Biały pionek · a1 – Biała wieża · b1 – Biały skoczek · c1 – Biały goniec · d1 – Biały hetman · e1 – Biała wieża · g1 – Biały król | a8 – Czarna wieża · c8 – Czarny goniec · d8 – Czarny hetman · f8 – Czarna wieża · g8 – Czarny król · c7 – Czarny pionek · e7 – Czarny goniec · f7 – Czarny pionek · g7 – Czarny pionek · h7 – Czarny pionek · a6 – Czarny pionek · f6 – Czarny skoczek · a5 – Czarny skoczek · b5 – Czarny pionek · d5 – Czarny pionek · e5 – Czarny pionek · e4 – Biały pionek · c3 – Biały pionek · f3 – Biały skoczek · h3 – Biały pionek · a2 – Biały pionek · b2 – Biały pionek · c2 – Biały goniec · d2 – Biały pionek · f2 – Biały pionek · g2 – Biały pionek · a1 – Biała wieża · b1 – Biały skoczek · c1 – Biały goniec · d1 – Biały hetman · e1 – Biała wieża · g1 – Biały król | 6 |
| 5 | a8 – Czarna wieża · c8 – Czarny goniec · d8 – Czarny hetman · f8 – Czarna wieża · g8 – Czarny król · c7 – Czarny pionek · e7 – Czarny goniec · f7 – Czarny pionek · g7 – Czarny pionek · h7 – Czarny pionek · a6 – Czarny pionek · f6 – Czarny skoczek · a5 – Czarny skoczek · b5 – Czarny pionek · d5 – Czarny pionek · e5 – Czarny pionek · e4 – Biały pionek · c3 – Biały pionek · f3 – Biały skoczek · h3 – Biały pionek · a2 – Biały pionek · b2 – Biały pionek · c2 – Biały goniec · d2 – Biały pionek · f2 – Biały pionek · g2 – Biały pionek · a1 – Biała wieża · b1 – Biały skoczek · c1 – Biały goniec · d1 – Biały hetman · e1 – Biała wieża · g1 – Biały król | a8 – Czarna wieża · c8 – Czarny goniec · d8 – Czarny hetman · f8 – Czarna wieża · g8 – Czarny król · c7 – Czarny pionek · e7 – Czarny goniec · f7 – Czarny pionek · g7 – Czarny pionek · h7 – Czarny pionek · a6 – Czarny pionek · f6 – Czarny skoczek · a5 – Czarny skoczek · b5 – Czarny pionek · d5 – Czarny pionek · e5 – Czarny pionek · e4 – Biały pionek · c3 – Biały pionek · f3 – Biały skoczek · h3 – Biały pionek · a2 – Biały pionek · b2 – Biały pionek · c2 – Biały goniec · d2 – Biały pionek · f2 – Biały pionek · g2 – Biały pionek · a1 – Biała wieża · b1 – Biały skoczek · c1 – Biały goniec · d1 – Biały hetman · e1 – Biała wieża · g1 – Biały król | a8 – Czarna wieża · c8 – Czarny goniec · d8 – Czarny hetman · f8 – Czarna wieża · g8 – Czarny król · c7 – Czarny pionek · e7 – Czarny goniec · f7 – Czarny pionek · g7 – Czarny pionek · h7 – Czarny pionek · a6 – Czarny pionek · f6 – Czarny skoczek · a5 – Czarny skoczek · b5 – Czarny pionek · d5 – Czarny pionek · e5 – Czarny pionek · e4 – Biały pionek · c3 – Biały pionek · f3 – Biały skoczek · h3 – Biały pionek · a2 – Biały pionek · b2 – Biały pionek · c2 – Biały goniec · d2 – Biały pionek · f2 – Biały pionek · g2 – Biały pionek · a1 – Biała wieża · b1 – Biały skoczek · c1 – Biały goniec · d1 – Biały hetman · e1 – Biała wieża · g1 – Biały król | a8 – Czarna wieża · c8 – Czarny goniec · d8 – Czarny hetman · f8 – Czarna wieża · g8 – Czarny król · c7 – Czarny pionek · e7 – Czarny goniec · f7 – Czarny pionek · g7 – Czarny pionek · h7 – Czarny pionek · a6 – Czarny pionek · f6 – Czarny skoczek · a5 – Czarny skoczek · b5 – Czarny pionek · d5 – Czarny pionek · e5 – Czarny pionek · e4 – Biały pionek · c3 – Biały pionek · f3 – Biały skoczek · h3 – Biały pionek · a2 – Biały pionek · b2 – Biały pionek · c2 – Biały goniec · d2 – Biały pionek · f2 – Biały pionek · g2 – Biały pionek · a1 – Biała wieża · b1 – Biały skoczek · c1 – Biały goniec · d1 – Biały hetman · e1 – Biała wieża · g1 – Biały król | a8 – Czarna wieża · c8 – Czarny goniec · d8 – Czarny hetman · f8 – Czarna wieża · g8 – Czarny król · c7 – Czarny pionek · e7 – Czarny goniec · f7 – Czarny pionek · g7 – Czarny pionek · h7 – Czarny pionek · a6 – Czarny pionek · f6 – Czarny skoczek · a5 – Czarny skoczek · b5 – Czarny pionek · d5 – Czarny pionek · e5 – Czarny pionek · e4 – Biały pionek · c3 – Biały pionek · f3 – Biały skoczek · h3 – Biały pionek · a2 – Biały pionek · b2 – Biały pionek · c2 – Biały goniec · d2 – Biały pionek · f2 – Biały pionek · g2 – Biały pionek · a1 – Biała wieża · b1 – Biały skoczek · c1 – Biały goniec · d1 – Biały hetman · e1 – Biała wieża · g1 – Biały król | a8 – Czarna wieża · c8 – Czarny goniec · d8 – Czarny hetman · f8 – Czarna wieża · g8 – Czarny król · c7 – Czarny pionek · e7 – Czarny goniec · f7 – Czarny pionek · g7 – Czarny pionek · h7 – Czarny pionek · a6 – Czarny pionek · f6 – Czarny skoczek · a5 – Czarny skoczek · b5 – Czarny pionek · d5 – Czarny pionek · e5 – Czarny pionek · e4 – Biały pionek · c3 – Biały pionek · f3 – Biały skoczek · h3 – Biały pionek · a2 – Biały pionek · b2 – Biały pionek · c2 – Biały goniec · d2 – Biały pionek · f2 – Biały pionek · g2 – Biały pionek · a1 – Biała wieża · b1 – Biały skoczek · c1 – Biały goniec · d1 – Biały hetman · e1 – Biała wieża · g1 – Biały król | a8 – Czarna wieża · c8 – Czarny goniec · d8 – Czarny hetman · f8 – Czarna wieża · g8 – Czarny król · c7 – Czarny pionek · e7 – Czarny goniec · f7 – Czarny pionek · g7 – Czarny pionek · h7 – Czarny pionek · a6 – Czarny pionek · f6 – Czarny skoczek · a5 – Czarny skoczek · b5 – Czarny pionek · d5 – Czarny pionek · e5 – Czarny pionek · e4 – Biały pionek · c3 – Biały pionek · f3 – Biały skoczek · h3 – Biały pionek · a2 – Biały pionek · b2 – Biały pionek · c2 – Biały goniec · d2 – Biały pionek · f2 – Biały pionek · g2 – Biały pionek · a1 – Biała wieża · b1 – Biały skoczek · c1 – Biały goniec · d1 – Biały hetman · e1 – Biała wieża · g1 – Biały król | a8 – Czarna wieża · c8 – Czarny goniec · d8 – Czarny hetman · f8 – Czarna wieża · g8 – Czarny król · c7 – Czarny pionek · e7 – Czarny goniec · f7 – Czarny pionek · g7 – Czarny pionek · h7 – Czarny pionek · a6 – Czarny pionek · f6 – Czarny skoczek · a5 – Czarny skoczek · b5 – Czarny pionek · d5 – Czarny pionek · e5 – Czarny pionek · e4 – Biały pionek · c3 – Biały pionek · f3 – Biały skoczek · h3 – Biały pionek · a2 – Biały pionek · b2 – Biały pionek · c2 – Biały goniec · d2 – Biały pionek · f2 – Biały pionek · g2 – Biały pionek · a1 – Biała wieża · b1 – Biały skoczek · c1 – Biały goniec · d1 – Biały hetman · e1 – Biała wieża · g1 – Biały król | 5 |
| 4 | a8 – Czarna wieża · c8 – Czarny goniec · d8 – Czarny hetman · f8 – Czarna wieża · g8 – Czarny król · c7 – Czarny pionek · e7 – Czarny goniec · f7 – Czarny pionek · g7 – Czarny pionek · h7 – Czarny pionek · a6 – Czarny pionek · f6 – Czarny skoczek · a5 – Czarny skoczek · b5 – Czarny pionek · d5 – Czarny pionek · e5 – Czarny pionek · e4 – Biały pionek · c3 – Biały pionek · f3 – Biały skoczek · h3 – Biały pionek · a2 – Biały pionek · b2 – Biały pionek · c2 – Biały goniec · d2 – Biały pionek · f2 – Biały pionek · g2 – Biały pionek · a1 – Biała wieża · b1 – Biały skoczek · c1 – Biały goniec · d1 – Biały hetman · e1 – Biała wieża · g1 – Biały król | a8 – Czarna wieża · c8 – Czarny goniec · d8 – Czarny hetman · f8 – Czarna wieża · g8 – Czarny król · c7 – Czarny pionek · e7 – Czarny goniec · f7 – Czarny pionek · g7 – Czarny pionek · h7 – Czarny pionek · a6 – Czarny pionek · f6 – Czarny skoczek · a5 – Czarny skoczek · b5 – Czarny pionek · d5 – Czarny pionek · e5 – Czarny pionek · e4 – Biały pionek · c3 – Biały pionek · f3 – Biały skoczek · h3 – Biały pionek · a2 – Biały pionek · b2 – Biały pionek · c2 – Biały goniec · d2 – Biały pionek · f2 – Biały pionek · g2 – Biały pionek · a1 – Biała wieża · b1 – Biały skoczek · c1 – Biały goniec · d1 – Biały hetman · e1 – Biała wieża · g1 – Biały król | a8 – Czarna wieża · c8 – Czarny goniec · d8 – Czarny hetman · f8 – Czarna wieża · g8 – Czarny król · c7 – Czarny pionek · e7 – Czarny goniec · f7 – Czarny pionek · g7 – Czarny pionek · h7 – Czarny pionek · a6 – Czarny pionek · f6 – Czarny skoczek · a5 – Czarny skoczek · b5 – Czarny pionek · d5 – Czarny pionek · e5 – Czarny pionek · e4 – Biały pionek · c3 – Biały pionek · f3 – Biały skoczek · h3 – Biały pionek · a2 – Biały pionek · b2 – Biały pionek · c2 – Biały goniec · d2 – Biały pionek · f2 – Biały pionek · g2 – Biały pionek · a1 – Biała wieża · b1 – Biały skoczek · c1 – Biały goniec · d1 – Biały hetman · e1 – Biała wieża · g1 – Biały król | a8 – Czarna wieża · c8 – Czarny goniec · d8 – Czarny hetman · f8 – Czarna wieża · g8 – Czarny król · c7 – Czarny pionek · e7 – Czarny goniec · f7 – Czarny pionek · g7 – Czarny pionek · h7 – Czarny pionek · a6 – Czarny pionek · f6 – Czarny skoczek · a5 – Czarny skoczek · b5 – Czarny pionek · d5 – Czarny pionek · e5 – Czarny pionek · e4 – Biały pionek · c3 – Biały pionek · f3 – Biały skoczek · h3 – Biały pionek · a2 – Biały pionek · b2 – Biały pionek · c2 – Biały goniec · d2 – Biały pionek · f2 – Biały pionek · g2 – Biały pionek · a1 – Biała wieża · b1 – Biały skoczek · c1 – Biały goniec · d1 – Biały hetman · e1 – Biała wieża · g1 – Biały król | a8 – Czarna wieża · c8 – Czarny goniec · d8 – Czarny hetman · f8 – Czarna wieża · g8 – Czarny król · c7 – Czarny pionek · e7 – Czarny goniec · f7 – Czarny pionek · g7 – Czarny pionek · h7 – Czarny pionek · a6 – Czarny pionek · f6 – Czarny skoczek · a5 – Czarny skoczek · b5 – Czarny pionek · d5 – Czarny pionek · e5 – Czarny pionek · e4 – Biały pionek · c3 – Biały pionek · f3 – Biały skoczek · h3 – Biały pionek · a2 – Biały pionek · b2 – Biały pionek · c2 – Biały goniec · d2 – Biały pionek · f2 – Biały pionek · g2 – Biały pionek · a1 – Biała wieża · b1 – Biały skoczek · c1 – Biały goniec · d1 – Biały hetman · e1 – Biała wieża · g1 – Biały król | a8 – Czarna wieża · c8 – Czarny goniec · d8 – Czarny hetman · f8 – Czarna wieża · g8 – Czarny król · c7 – Czarny pionek · e7 – Czarny goniec · f7 – Czarny pionek · g7 – Czarny pionek · h7 – Czarny pionek · a6 – Czarny pionek · f6 – Czarny skoczek · a5 – Czarny skoczek · b5 – Czarny pionek · d5 – Czarny pionek · e5 – Czarny pionek · e4 – Biały pionek · c3 – Biały pionek · f3 – Biały skoczek · h3 – Biały pionek · a2 – Biały pionek · b2 – Biały pionek · c2 – Biały goniec · d2 – Biały pionek · f2 – Biały pionek · g2 – Biały pionek · a1 – Biała wieża · b1 – Biały skoczek · c1 – Biały goniec · d1 – Biały hetman · e1 – Biała wieża · g1 – Biały król | a8 – Czarna wieża · c8 – Czarny goniec · d8 – Czarny hetman · f8 – Czarna wieża · g8 – Czarny król · c7 – Czarny pionek · e7 – Czarny goniec · f7 – Czarny pionek · g7 – Czarny pionek · h7 – Czarny pionek · a6 – Czarny pionek · f6 – Czarny skoczek · a5 – Czarny skoczek · b5 – Czarny pionek · d5 – Czarny pionek · e5 – Czarny pionek · e4 – Biały pionek · c3 – Biały pionek · f3 – Biały skoczek · h3 – Biały pionek · a2 – Biały pionek · b2 – Biały pionek · c2 – Biały goniec · d2 – Biały pionek · f2 – Biały pionek · g2 – Biały pionek · a1 – Biała wieża · b1 – Biały skoczek · c1 – Biały goniec · d1 – Biały hetman · e1 – Biała wieża · g1 – Biały król | a8 – Czarna wieża · c8 – Czarny goniec · d8 – Czarny hetman · f8 – Czarna wieża · g8 – Czarny król · c7 – Czarny pionek · e7 – Czarny goniec · f7 – Czarny pionek · g7 – Czarny pionek · h7 – Czarny pionek · a6 – Czarny pionek · f6 – Czarny skoczek · a5 – Czarny skoczek · b5 – Czarny pionek · d5 – Czarny pionek · e5 – Czarny pionek · e4 – Biały pionek · c3 – Biały pionek · f3 – Biały skoczek · h3 – Biały pionek · a2 – Biały pionek · b2 – Biały pionek · c2 – Biały goniec · d2 – Biały pionek · f2 – Biały pionek · g2 – Biały pionek · a1 – Biała wieża · b1 – Biały skoczek · c1 – Biały goniec · d1 – Biały hetman · e1 – Biała wieża · g1 – Biały król | 4 |
| 3 | a8 – Czarna wieża · c8 – Czarny goniec · d8 – Czarny hetman · f8 – Czarna wieża · g8 – Czarny król · c7 – Czarny pionek · e7 – Czarny goniec · f7 – Czarny pionek · g7 – Czarny pionek · h7 – Czarny pionek · a6 – Czarny pionek · f6 – Czarny skoczek · a5 – Czarny skoczek · b5 – Czarny pionek · d5 – Czarny pionek · e5 – Czarny pionek · e4 – Biały pionek · c3 – Biały pionek · f3 – Biały skoczek · h3 – Biały pionek · a2 – Biały pionek · b2 – Biały pionek · c2 – Biały goniec · d2 – Biały pionek · f2 – Biały pionek · g2 – Biały pionek · a1 – Biała wieża · b1 – Biały skoczek · c1 – Biały goniec · d1 – Biały hetman · e1 – Biała wieża · g1 – Biały król | a8 – Czarna wieża · c8 – Czarny goniec · d8 – Czarny hetman · f8 – Czarna wieża · g8 – Czarny król · c7 – Czarny pionek · e7 – Czarny goniec · f7 – Czarny pionek · g7 – Czarny pionek · h7 – Czarny pionek · a6 – Czarny pionek · f6 – Czarny skoczek · a5 – Czarny skoczek · b5 – Czarny pionek · d5 – Czarny pionek · e5 – Czarny pionek · e4 – Biały pionek · c3 – Biały pionek · f3 – Biały skoczek · h3 – Biały pionek · a2 – Biały pionek · b2 – Biały pionek · c2 – Biały goniec · d2 – Biały pionek · f2 – Biały pionek · g2 – Biały pionek · a1 – Biała wieża · b1 – Biały skoczek · c1 – Biały goniec · d1 – Biały hetman · e1 – Biała wieża · g1 – Biały król | a8 – Czarna wieża · c8 – Czarny goniec · d8 – Czarny hetman · f8 – Czarna wieża · g8 – Czarny król · c7 – Czarny pionek · e7 – Czarny goniec · f7 – Czarny pionek · g7 – Czarny pionek · h7 – Czarny pionek · a6 – Czarny pionek · f6 – Czarny skoczek · a5 – Czarny skoczek · b5 – Czarny pionek · d5 – Czarny pionek · e5 – Czarny pionek · e4 – Biały pionek · c3 – Biały pionek · f3 – Biały skoczek · h3 – Biały pionek · a2 – Biały pionek · b2 – Biały pionek · c2 – Biały goniec · d2 – Biały pionek · f2 – Biały pionek · g2 – Biały pionek · a1 – Biała wieża · b1 – Biały skoczek · c1 – Biały goniec · d1 – Biały hetman · e1 – Biała wieża · g1 – Biały król | a8 – Czarna wieża · c8 – Czarny goniec · d8 – Czarny hetman · f8 – Czarna wieża · g8 – Czarny król · c7 – Czarny pionek · e7 – Czarny goniec · f7 – Czarny pionek · g7 – Czarny pionek · h7 – Czarny pionek · a6 – Czarny pionek · f6 – Czarny skoczek · a5 – Czarny skoczek · b5 – Czarny pionek · d5 – Czarny pionek · e5 – Czarny pionek · e4 – Biały pionek · c3 – Biały pionek · f3 – Biały skoczek · h3 – Biały pionek · a2 – Biały pionek · b2 – Biały pionek · c2 – Biały goniec · d2 – Biały pionek · f2 – Biały pionek · g2 – Biały pionek · a1 – Biała wieża · b1 – Biały skoczek · c1 – Biały goniec · d1 – Biały hetman · e1 – Biała wieża · g1 – Biały król | a8 – Czarna wieża · c8 – Czarny goniec · d8 – Czarny hetman · f8 – Czarna wieża · g8 – Czarny król · c7 – Czarny pionek · e7 – Czarny goniec · f7 – Czarny pionek · g7 – Czarny pionek · h7 – Czarny pionek · a6 – Czarny pionek · f6 – Czarny skoczek · a5 – Czarny skoczek · b5 – Czarny pionek · d5 – Czarny pionek · e5 – Czarny pionek · e4 – Biały pionek · c3 – Biały pionek · f3 – Biały skoczek · h3 – Biały pionek · a2 – Biały pionek · b2 – Biały pionek · c2 – Biały goniec · d2 – Biały pionek · f2 – Biały pionek · g2 – Biały pionek · a1 – Biała wieża · b1 – Biały skoczek · c1 – Biały goniec · d1 – Biały hetman · e1 – Biała wieża · g1 – Biały król | a8 – Czarna wieża · c8 – Czarny goniec · d8 – Czarny hetman · f8 – Czarna wieża · g8 – Czarny król · c7 – Czarny pionek · e7 – Czarny goniec · f7 – Czarny pionek · g7 – Czarny pionek · h7 – Czarny pionek · a6 – Czarny pionek · f6 – Czarny skoczek · a5 – Czarny skoczek · b5 – Czarny pionek · d5 – Czarny pionek · e5 – Czarny pionek · e4 – Biały pionek · c3 – Biały pionek · f3 – Biały skoczek · h3 – Biały pionek · a2 – Biały pionek · b2 – Biały pionek · c2 – Biały goniec · d2 – Biały pionek · f2 – Biały pionek · g2 – Biały pionek · a1 – Biała wieża · b1 – Biały skoczek · c1 – Biały goniec · d1 – Biały hetman · e1 – Biała wieża · g1 – Biały król | a8 – Czarna wieża · c8 – Czarny goniec · d8 – Czarny hetman · f8 – Czarna wieża · g8 – Czarny król · c7 – Czarny pionek · e7 – Czarny goniec · f7 – Czarny pionek · g7 – Czarny pionek · h7 – Czarny pionek · a6 – Czarny pionek · f6 – Czarny skoczek · a5 – Czarny skoczek · b5 – Czarny pionek · d5 – Czarny pionek · e5 – Czarny pionek · e4 – Biały pionek · c3 – Biały pionek · f3 – Biały skoczek · h3 – Biały pionek · a2 – Biały pionek · b2 – Biały pionek · c2 – Biały goniec · d2 – Biały pionek · f2 – Biały pionek · g2 – Biały pionek · a1 – Biała wieża · b1 – Biały skoczek · c1 – Biały goniec · d1 – Biały hetman · e1 – Biała wieża · g1 – Biały król | a8 – Czarna wieża · c8 – Czarny goniec · d8 – Czarny hetman · f8 – Czarna wieża · g8 – Czarny król · c7 – Czarny pionek · e7 – Czarny goniec · f7 – Czarny pionek · g7 – Czarny pionek · h7 – Czarny pionek · a6 – Czarny pionek · f6 – Czarny skoczek · a5 – Czarny skoczek · b5 – Czarny pionek · d5 – Czarny pionek · e5 – Czarny pionek · e4 – Biały pionek · c3 – Biały pionek · f3 – Biały skoczek · h3 – Biały pionek · a2 – Biały pionek · b2 – Biały pionek · c2 – Biały goniec · d2 – Biały pionek · f2 – Biały pionek · g2 – Biały pionek · a1 – Biała wieża · b1 – Biały skoczek · c1 – Biały goniec · d1 – Biały hetman · e1 – Biała wieża · g1 – Biały król | 3 |
| 2 | a8 – Czarna wieża · c8 – Czarny goniec · d8 – Czarny hetman · f8 – Czarna wieża · g8 – Czarny król · c7 – Czarny pionek · e7 – Czarny goniec · f7 – Czarny pionek · g7 – Czarny pionek · h7 – Czarny pionek · a6 – Czarny pionek · f6 – Czarny skoczek · a5 – Czarny skoczek · b5 – Czarny pionek · d5 – Czarny pionek · e5 – Czarny pionek · e4 – Biały pionek · c3 – Biały pionek · f3 – Biały skoczek · h3 – Biały pionek · a2 – Biały pionek · b2 – Biały pionek · c2 – Biały goniec · d2 – Biały pionek · f2 – Biały pionek · g2 – Biały pionek · a1 – Biała wieża · b1 – Biały skoczek · c1 – Biały goniec · d1 – Biały hetman · e1 – Biała wieża · g1 – Biały król | a8 – Czarna wieża · c8 – Czarny goniec · d8 – Czarny hetman · f8 – Czarna wieża · g8 – Czarny król · c7 – Czarny pionek · e7 – Czarny goniec · f7 – Czarny pionek · g7 – Czarny pionek · h7 – Czarny pionek · a6 – Czarny pionek · f6 – Czarny skoczek · a5 – Czarny skoczek · b5 – Czarny pionek · d5 – Czarny pionek · e5 – Czarny pionek · e4 – Biały pionek · c3 – Biały pionek · f3 – Biały skoczek · h3 – Biały pionek · a2 – Biały pionek · b2 – Biały pionek · c2 – Biały goniec · d2 – Biały pionek · f2 – Biały pionek · g2 – Biały pionek · a1 – Biała wieża · b1 – Biały skoczek · c1 – Biały goniec · d1 – Biały hetman · e1 – Biała wieża · g1 – Biały król | a8 – Czarna wieża · c8 – Czarny goniec · d8 – Czarny hetman · f8 – Czarna wieża · g8 – Czarny król · c7 – Czarny pionek · e7 – Czarny goniec · f7 – Czarny pionek · g7 – Czarny pionek · h7 – Czarny pionek · a6 – Czarny pionek · f6 – Czarny skoczek · a5 – Czarny skoczek · b5 – Czarny pionek · d5 – Czarny pionek · e5 – Czarny pionek · e4 – Biały pionek · c3 – Biały pionek · f3 – Biały skoczek · h3 – Biały pionek · a2 – Biały pionek · b2 – Biały pionek · c2 – Biały goniec · d2 – Biały pionek · f2 – Biały pionek · g2 – Biały pionek · a1 – Biała wieża · b1 – Biały skoczek · c1 – Biały goniec · d1 – Biały hetman · e1 – Biała wieża · g1 – Biały król | a8 – Czarna wieża · c8 – Czarny goniec · d8 – Czarny hetman · f8 – Czarna wieża · g8 – Czarny król · c7 – Czarny pionek · e7 – Czarny goniec · f7 – Czarny pionek · g7 – Czarny pionek · h7 – Czarny pionek · a6 – Czarny pionek · f6 – Czarny skoczek · a5 – Czarny skoczek · b5 – Czarny pionek · d5 – Czarny pionek · e5 – Czarny pionek · e4 – Biały pionek · c3 – Biały pionek · f3 – Biały skoczek · h3 – Biały pionek · a2 – Biały pionek · b2 – Biały pionek · c2 – Biały goniec · d2 – Biały pionek · f2 – Biały pionek · g2 – Biały pionek · a1 – Biała wieża · b1 – Biały skoczek · c1 – Biały goniec · d1 – Biały hetman · e1 – Biała wieża · g1 – Biały król | a8 – Czarna wieża · c8 – Czarny goniec · d8 – Czarny hetman · f8 – Czarna wieża · g8 – Czarny król · c7 – Czarny pionek · e7 – Czarny goniec · f7 – Czarny pionek · g7 – Czarny pionek · h7 – Czarny pionek · a6 – Czarny pionek · f6 – Czarny skoczek · a5 – Czarny skoczek · b5 – Czarny pionek · d5 – Czarny pionek · e5 – Czarny pionek · e4 – Biały pionek · c3 – Biały pionek · f3 – Biały skoczek · h3 – Biały pionek · a2 – Biały pionek · b2 – Biały pionek · c2 – Biały goniec · d2 – Biały pionek · f2 – Biały pionek · g2 – Biały pionek · a1 – Biała wieża · b1 – Biały skoczek · c1 – Biały goniec · d1 – Biały hetman · e1 – Biała wieża · g1 – Biały król | a8 – Czarna wieża · c8 – Czarny goniec · d8 – Czarny hetman · f8 – Czarna wieża · g8 – Czarny król · c7 – Czarny pionek · e7 – Czarny goniec · f7 – Czarny pionek · g7 – Czarny pionek · h7 – Czarny pionek · a6 – Czarny pionek · f6 – Czarny skoczek · a5 – Czarny skoczek · b5 – Czarny pionek · d5 – Czarny pionek · e5 – Czarny pionek · e4 – Biały pionek · c3 – Biały pionek · f3 – Biały skoczek · h3 – Biały pionek · a2 – Biały pionek · b2 – Biały pionek · c2 – Biały goniec · d2 – Biały pionek · f2 – Biały pionek · g2 – Biały pionek · a1 – Biała wieża · b1 – Biały skoczek · c1 – Biały goniec · d1 – Biały hetman · e1 – Biała wieża · g1 – Biały król | a8 – Czarna wieża · c8 – Czarny goniec · d8 – Czarny hetman · f8 – Czarna wieża · g8 – Czarny król · c7 – Czarny pionek · e7 – Czarny goniec · f7 – Czarny pionek · g7 – Czarny pionek · h7 – Czarny pionek · a6 – Czarny pionek · f6 – Czarny skoczek · a5 – Czarny skoczek · b5 – Czarny pionek · d5 – Czarny pionek · e5 – Czarny pionek · e4 – Biały pionek · c3 – Biały pionek · f3 – Biały skoczek · h3 – Biały pionek · a2 – Biały pionek · b2 – Biały pionek · c2 – Biały goniec · d2 – Biały pionek · f2 – Biały pionek · g2 – Biały pionek · a1 – Biała wieża · b1 – Biały skoczek · c1 – Biały goniec · d1 – Biały hetman · e1 – Biała wieża · g1 – Biały król | a8 – Czarna wieża · c8 – Czarny goniec · d8 – Czarny hetman · f8 – Czarna wieża · g8 – Czarny król · c7 – Czarny pionek · e7 – Czarny goniec · f7 – Czarny pionek · g7 – Czarny pionek · h7 – Czarny pionek · a6 – Czarny pionek · f6 – Czarny skoczek · a5 – Czarny skoczek · b5 – Czarny pionek · d5 – Czarny pionek · e5 – Czarny pionek · e4 – Biały pionek · c3 – Biały pionek · f3 – Biały skoczek · h3 – Biały pionek · a2 – Biały pionek · b2 – Biały pionek · c2 – Biały goniec · d2 – Biały pionek · f2 – Biały pionek · g2 – Biały pionek · a1 – Biała wieża · b1 – Biały skoczek · c1 – Biały goniec · d1 – Biały hetman · e1 – Biała wieża · g1 – Biały król | 2 |
| 1 | a8 – Czarna wieża · c8 – Czarny goniec · d8 – Czarny hetman · f8 – Czarna wieża · g8 – Czarny król · c7 – Czarny pionek · e7 – Czarny goniec · f7 – Czarny pionek · g7 – Czarny pionek · h7 – Czarny pionek · a6 – Czarny pionek · f6 – Czarny skoczek · a5 – Czarny skoczek · b5 – Czarny pionek · d5 – Czarny pionek · e5 – Czarny pionek · e4 – Biały pionek · c3 – Biały pionek · f3 – Biały skoczek · h3 – Biały pionek · a2 – Biały pionek · b2 – Biały pionek · c2 – Biały goniec · d2 – Biały pionek · f2 – Biały pionek · g2 – Biały pionek · a1 – Biała wieża · b1 – Biały skoczek · c1 – Biały goniec · d1 – Biały hetman · e1 – Biała wieża · g1 – Biały król | a8 – Czarna wieża · c8 – Czarny goniec · d8 – Czarny hetman · f8 – Czarna wieża · g8 – Czarny król · c7 – Czarny pionek · e7 – Czarny goniec · f7 – Czarny pionek · g7 – Czarny pionek · h7 – Czarny pionek · a6 – Czarny pionek · f6 – Czarny skoczek · a5 – Czarny skoczek · b5 – Czarny pionek · d5 – Czarny pionek · e5 – Czarny pionek · e4 – Biały pionek · c3 – Biały pionek · f3 – Biały skoczek · h3 – Biały pionek · a2 – Biały pionek · b2 – Biały pionek · c2 – Biały goniec · d2 – Biały pionek · f2 – Biały pionek · g2 – Biały pionek · a1 – Biała wieża · b1 – Biały skoczek · c1 – Biały goniec · d1 – Biały hetman · e1 – Biała wieża · g1 – Biały król | a8 – Czarna wieża · c8 – Czarny goniec · d8 – Czarny hetman · f8 – Czarna wieża · g8 – Czarny król · c7 – Czarny pionek · e7 – Czarny goniec · f7 – Czarny pionek · g7 – Czarny pionek · h7 – Czarny pionek · a6 – Czarny pionek · f6 – Czarny skoczek · a5 – Czarny skoczek · b5 – Czarny pionek · d5 – Czarny pionek · e5 – Czarny pionek · e4 – Biały pionek · c3 – Biały pionek · f3 – Biały skoczek · h3 – Biały pionek · a2 – Biały pionek · b2 – Biały pionek · c2 – Biały goniec · d2 – Biały pionek · f2 – Biały pionek · g2 – Biały pionek · a1 – Biała wieża · b1 – Biały skoczek · c1 – Biały goniec · d1 – Biały hetman · e1 – Biała wieża · g1 – Biały król | a8 – Czarna wieża · c8 – Czarny goniec · d8 – Czarny hetman · f8 – Czarna wieża · g8 – Czarny król · c7 – Czarny pionek · e7 – Czarny goniec · f7 – Czarny pionek · g7 – Czarny pionek · h7 – Czarny pionek · a6 – Czarny pionek · f6 – Czarny skoczek · a5 – Czarny skoczek · b5 – Czarny pionek · d5 – Czarny pionek · e5 – Czarny pionek · e4 – Biały pionek · c3 – Biały pionek · f3 – Biały skoczek · h3 – Biały pionek · a2 – Biały pionek · b2 – Biały pionek · c2 – Biały goniec · d2 – Biały pionek · f2 – Biały pionek · g2 – Biały pionek · a1 – Biała wieża · b1 – Biały skoczek · c1 – Biały goniec · d1 – Biały hetman · e1 – Biała wieża · g1 – Biały król | a8 – Czarna wieża · c8 – Czarny goniec · d8 – Czarny hetman · f8 – Czarna wieża · g8 – Czarny król · c7 – Czarny pionek · e7 – Czarny goniec · f7 – Czarny pionek · g7 – Czarny pionek · h7 – Czarny pionek · a6 – Czarny pionek · f6 – Czarny skoczek · a5 – Czarny skoczek · b5 – Czarny pionek · d5 – Czarny pionek · e5 – Czarny pionek · e4 – Biały pionek · c3 – Biały pionek · f3 – Biały skoczek · h3 – Biały pionek · a2 – Biały pionek · b2 – Biały pionek · c2 – Biały goniec · d2 – Biały pionek · f2 – Biały pionek · g2 – Biały pionek · a1 – Biała wieża · b1 – Biały skoczek · c1 – Biały goniec · d1 – Biały hetman · e1 – Biała wieża · g1 – Biały król | a8 – Czarna wieża · c8 – Czarny goniec · d8 – Czarny hetman · f8 – Czarna wieża · g8 – Czarny król · c7 – Czarny pionek · e7 – Czarny goniec · f7 – Czarny pionek · g7 – Czarny pionek · h7 – Czarny pionek · a6 – Czarny pionek · f6 – Czarny skoczek · a5 – Czarny skoczek · b5 – Czarny pionek · d5 – Czarny pionek · e5 – Czarny pionek · e4 – Biały pionek · c3 – Biały pionek · f3 – Biały skoczek · h3 – Biały pionek · a2 – Biały pionek · b2 – Biały pionek · c2 – Biały goniec · d2 – Biały pionek · f2 – Biały pionek · g2 – Biały pionek · a1 – Biała wieża · b1 – Biały skoczek · c1 – Biały goniec · d1 – Biały hetman · e1 – Biała wieża · g1 – Biały król | a8 – Czarna wieża · c8 – Czarny goniec · d8 – Czarny hetman · f8 – Czarna wieża · g8 – Czarny król · c7 – Czarny pionek · e7 – Czarny goniec · f7 – Czarny pionek · g7 – Czarny pionek · h7 – Czarny pionek · a6 – Czarny pionek · f6 – Czarny skoczek · a5 – Czarny skoczek · b5 – Czarny pionek · d5 – Czarny pionek · e5 – Czarny pionek · e4 – Biały pionek · c3 – Biały pionek · f3 – Biały skoczek · h3 – Biały pionek · a2 – Biały pionek · b2 – Biały pionek · c2 – Biały goniec · d2 – Biały pionek · f2 – Biały pionek · g2 – Biały pionek · a1 – Biała wieża · b1 – Biały skoczek · c1 – Biały goniec · d1 – Biały hetman · e1 – Biała wieża · g1 – Biały król | a8 – Czarna wieża · c8 – Czarny goniec · d8 – Czarny hetman · f8 – Czarna wieża · g8 – Czarny król · c7 – Czarny pionek · e7 – Czarny goniec · f7 – Czarny pionek · g7 – Czarny pionek · h7 – Czarny pionek · a6 – Czarny pionek · f6 – Czarny skoczek · a5 – Czarny skoczek · b5 – Czarny pionek · d5 – Czarny pionek · e5 – Czarny pionek · e4 – Biały pionek · c3 – Biały pionek · f3 – Biały skoczek · h3 – Biały pionek · a2 – Biały pionek · b2 – Biały pionek · c2 – Biały goniec · d2 – Biały pionek · f2 – Biały pionek · g2 – Biały pionek · a1 – Biała wieża · b1 – Biały skoczek · c1 – Biały goniec · d1 – Biały hetman · e1 – Biała wieża · g1 – Biały król | 1 |
|   | a | b | c | d | e | f | g | h |   |

Grzegorz Gajewski (ur. 19 lipca 1985 w Skierniewicach) – polski szachista, arcymistrz od 2006 roku.

## Kariera szachowa
W szachy gra od siódmego roku życia. Wychowanek klubu Piątka Skierniewice i trenera Bogusława Bodera. Wielokrotnie startował w finałach mistrzostw Polski juniorów w różnych kategoriach wiekowych. W 1995 r. zdobył brązowy medal w kategorii do 10 lat. Dwa lata później sięgnął po srebrny medal w grupie do 12 lat. Pierwszy złoty medal zdobył w 2003 r., zostając w Krynicy mistrzem Polski do 18 lat. Trzykrotnie startował w finałach do 20 lat, najlepszy wynik notując w 2002 r. w Trzebini, gdzie zajął IV miejsce. Jest również trzykrotnym mistrzem kraju juniorów w szachach szybkich oraz dwukrotnym – w błyskawicznych.
Na przełomie 2000 i 2001 r. wygrał międzynarodowy turniej juniorów w Hallsbergu. W miejscowości tej wystartował również dwa lata później, dzieląc II-IV miejsce. W 2001 r. zadebiutował w Warszawie w finale indywidualnych mistrzostw Polski seniorów. W memoriale Akiby Rubinsteina w 2005 r. podzielił I-III m. (wspólnie z Pawłem Czarnotą i Marcinem Dziubą). Wyjątkowo udany był dla niego rok 2006. Najpierw zajął II m. w otwartym turnieju w Litomyšlu oraz po raz drugi wystąpił w finale mistrzostw Polski seniorów, zajmując w Krakowie IX miejsce. Następnie zdobył dwie normy arcymistrzowskie w turniejach otwartych w Rhône (III m.) oraz w Pardubicach, gdzie osiągnął życiowy sukces zajmując IV m. w bardzo silnej stawce zawodników. Wywalczył również brązowy medal na rozegranych w Warszawie mistrzostwach Europy w szachach szybkich. W 2007 r. podzielił I m. (wspólnie m.in. z Iliją Balinowem, Radosławem Jedynakiem i Imre Herą) w turnieju w Oberwart. W 2008 r. zwyciężył w rozegranym w Krakowie turnieju Cracovia (edycja 2008/09). W 2009 r. podzielił I m. (wspólnie ze Zdenko Kožulem) w Rijece, natomiast w 2010 r. zwyciężył (wspólnie m.in. z Davidem Berczesem) w Sautron. W 2011 r. odniósł samodzielne zwycięstwa w Cappelle-la-Grande oraz w Zagrzebiu. W 2012 r. podzielił I m. (wspólnie m.in. z Emilio Cordovą i Kevinem Spraggettem) w Barcelonie. W 2013 r. w Chorzowie zdobył pierwszy w karierze – srebrny – medal indywidualnych mistrzostw Polski, sukces ten powtarzając w 2014 r. w Warszawie. Również w 2014 r. zdobył, we Wrocławiu, brązowy medal mistrzostw Europy w szachach szybkich. W 2015 r. w Poznaniu zdobył pierwszy w karierze tytuł indywidualnego mistrza Polski.
Wielokrotnie reprezentował Polskę w rozgrywkach drużynowych, m.in.:
- dwukrotnie na olimpiadach szachowych (w latach 2008, 2014)[11],
- trzykrotnie na drużynowych mistrzostwach Europy (w latach 2007, 2009, 2013); medalista: indywidualnie – srebrny (2007 – na III szachownicy)[12],
- na olimpiadzie szachowej juniorów do 16 lat (w roku 1999)[13],
- na drużynowych mistrzostwach Europy juniorów do 18 lat (w roku 2003); medalista: wspólnie z drużyną – srebrny (2003)[14].

Jest sześciokrotnym medalistą drużynowych mistrzostw Polski: dwukrotnie złotym (2011, 2012), dwukrotnie srebrnym (2006, 2008) oraz dwukrotnie brązowym (2003, 2007).
Najwyższy ranking w dotychczasowej karierze osiągnął 1 lipca 2014 r., z wynikiem 2659 punktów zajmował wówczas 86. miejsce na światowej liście FIDE, jednocześnie zajmując 2. miejsce (za Radosławem Wojtaszkiem) wśród polskich szachistów.
W lipcu 2007 r. podczas turnieju w Pardubicach, Grzegorz Gajewski zastosował gambitową nowość 10... d5!? w partii hiszpańskiej, która pozwoliła mu odnieść efektowne zwycięstwo nad Wiktorem Kuzniecowem, a następnie została określona przez magazyn ChessBase „nowinką 2007 roku”. Wariant, nazwany gambitem Gajewskiego, szybko stał się popularny i w tym samym roku zastosowali go m.in. Magnus Carlsen, Laurent Fressinet, Radosław Wojtaszek czy Kamil Mitoń.
W 2008 r. był jednym z założycieli szachowego czasopisma „Mat”. W 2014 r. znalazł się w zespole Viswanathana Ananda podczas rozegranego w Soczi meczu o mistrzostwo świata z Magnusem Carlsenem.